# Ehrendivision 1935/36
Die Ehrendivision 1935/36 war die 26. Spielzeit der höchsten luxemburgischen Fußballliga.
Spora Luxemburg schaffte den Titel-Hattrick und gewann zum insgesamt sechsten Mal die Meisterschaft. Die Liga wurde im Gegensatz zum Vorjahr um zwei Vereine auf zehn Klubs aufgestockt.

## Abschlusstabelle
| Pl. | Verein                        | Sp. | S  | U | N  | Tore    | Quote | Punkte |
| --- | ----------------------------- | --- | -- | - | -- | ------- | ----- | ------ |
| 1.  | Spora Luxemburg (M)           | 18  | 13 | 2 | 3  | 071:280 | 2,54  | 28:80  |
| 2.  | Jeunesse Esch (P)             | 18  | 12 | 2 | 4  | 050:210 | 2,38  | 26:10  |
| 3.  | Red Boys Differdingen         | 18  | 10 | 2 | 6  | 058:360 | 1,61  | 22:14  |
| 4.  | US Düdelingen                 | 18  | 8  | 3 | 7  | 055:490 | 1,12  | 19:17  |
| 5.  | CS Fola Esch (N)              | 18  | 7  | 3 | 8  | 043:340 | 1,26  | 17:19  |
| 6.  | Union Luxemburg               | 18  | 8  | 1 | 9  | 034:480 | 0,71  | 17:19  |
| 7.  | Red Black Pfaffenthal         | 18  | 8  | 0 | 10 | 034:680 | 0,50  | 16:20  |
| 8.  | FC Aris Bonneweg              | 18  | 7  | 1 | 10 | 033:600 | 0,55  | 15:21  |
| 9.  | AS Differdingen (N)           | 18  | 5  | 1 | 12 | 042:510 | 0,82  | 11:25  |
| 10. | The National Schifflingen (N) | 18  | 4  | 1 | 13 | 027:520 | 0,52  | 09:27  |

| (M) | amtierender Meister               |
| (P) | amtierender Pokalsieger           |
| (N) | Neuaufsteiger aus der 1. Division |

### Kreuztabelle
| 1935/36                   | Spora Luxemburg | JEU | Red Boys Differdingen | US Düdelingen | Fola Esch | Union Luxemburg | RBP  | ARI  | DIF | TNS |
| ------------------------- | --------------- | --- | --------------------- | ------------- | --------- | --------------- | ---- | ---- | --- | --- |
| Spora Luxemburg           |                 | 1:2 | 5:2                   | 4:4           | 4:2       | 2:1             | 11:0 | 2:2  | 3:1 | 3:0 |
| Jeunesse Esch             | 1:0             |     | 2:2                   | 5:2           | 2:0       | 9:0             | 5:1  | 3:2  | 2:5 | 4:0 |
| Red Boys Differdingen     | 3:4             | 1:4 |                       | 3:2           | 0:0       | 4:1             | 6:1  | 9:0  | 5:1 | 4:0 |
| US Düdelingen             | 1:5             | 1:1 | 5:3                   |               | 3:1       | 2:3             | 2:0  | 10:2 | 0:1 | 6:2 |
| CS Fola Esch              | 3:4             | 2:0 | 2:3                   | 1:2           |           | 1:1             | 6:1  | 5:2  | 2:0 | 3:1 |
| Union Luxemburg           | 0:2             | 1:0 | 4:3                   | 2:3           | 0:3       |                 | 4:2  | 1:2  | 3:1 | 3:0 |
| Red Black Pfaffenthal     | 0:7             | 0:4 | 2:5                   | 3:2           | 4:3       | 5:4             |      | 3:1  | 2:1 | 4:2 |
| FC Aris Bonneweg          | 4:3             | 1:4 | 1:2                   | 6:2           | 2:1       | 1:3             | 1:0  |      | 1:4 | 4:0 |
| AS Differdingen           | 1:5             | 1:2 | 1:3                   | 5:5           | 4:7       | 7:0             | 3:4  | 0:1  |     | 2:1 |
| The National Schifflingen | 1:6             | 1:0 | 1:0                   | 2:3           | 1:1       | 1:3             | 1:2  | 8:0  | 5:4 |     |